# Orbe (Fluss)
Die Orbe (dt. früher Orbach) ist der 64 km lange, linke und westliche Quellfluss der Thielle (dt. Zihl) im Département Jura in Frankreich und im Kanton Waadt in der Schweiz. Sie vereinigt sich nach Orbe mit dem Talent zur Thielle, die bei Yverdon-les-Bains in den Neuenburgersee mündet. Ihr Einzugsgebiet ist 346 km² gross.

## Geographie

### Verlauf

#### Quelle
Die Orbe entspringt in Frankreich im Juragebirge. Ihre Quelle liegt im Regionalen Naturpark Haut-Jura am Nordrand der Ortschaft Les Rousses auf etwa 1100 m Höhe, eingebettet zwischen den Juramassiven Risoux (1419 m; Frankreich) im Nordwesten und Noirmont (1568 m; Schweiz) im Südosten. Etwa 3 km südöstlich der Quelle verläuft am Nordwestfuss des Bergzuges Noirmont die Grenze zwischen Frankreich und der Schweiz.

#### Obere Orbe
Die Orbe erreicht nach knapp 2 km Fliessstrecke den Lac des Rousses, einen See auf 1058 m Höhe. Nach diesem See fliesst der Bach im breiten Hochtal Vallée de Joux nach Nordosten. Dabei wird er auf der linken, nordwestlichen Seite von den waldigen Höhen des Risoux, auf der südöstlichen Seite von der Kette des Mont Tendre (1679 m) begleitet.
Nach etwa 5,6 km Luftlinie passiert die Orbe die Staatsgrenze. Fortan verläuft sie in der Westschweiz, und nach weiteren 10 km mündet sie in den Lac de Joux. Durch ihre vielen kleinen Mäander misst der Fliessweg für diese 15,6 km Luftlinie ziemlich genau 22 km. Auf der Strecke zwischen den beiden Seen überwindet der Fluss ein Gefälle von nur 50 m. Etwa vom Nordostende des Lac de Joux fliesst er wenige Meter weit in den nur zwei Höhenmeter tiefer gelegenen Lac Brenet. Dort versickert das Wasser durch ein Kluftsystem am Seegrund, früher auch durch Karsthöhlen wie die Cave à la Metsire, und tritt erst 2,5 km nordnordöstlich in der Source de l’Orbe wieder zu Tage.
Seit dem Bau des Wasserkraftwerks La Dernier bei Vallorbe im Jahr 1903 wird das Wasser der Orbe kontrolliert aus dem Lac Brenet durch einen Stollen abgeleitet.

#### Source de l’Orbe

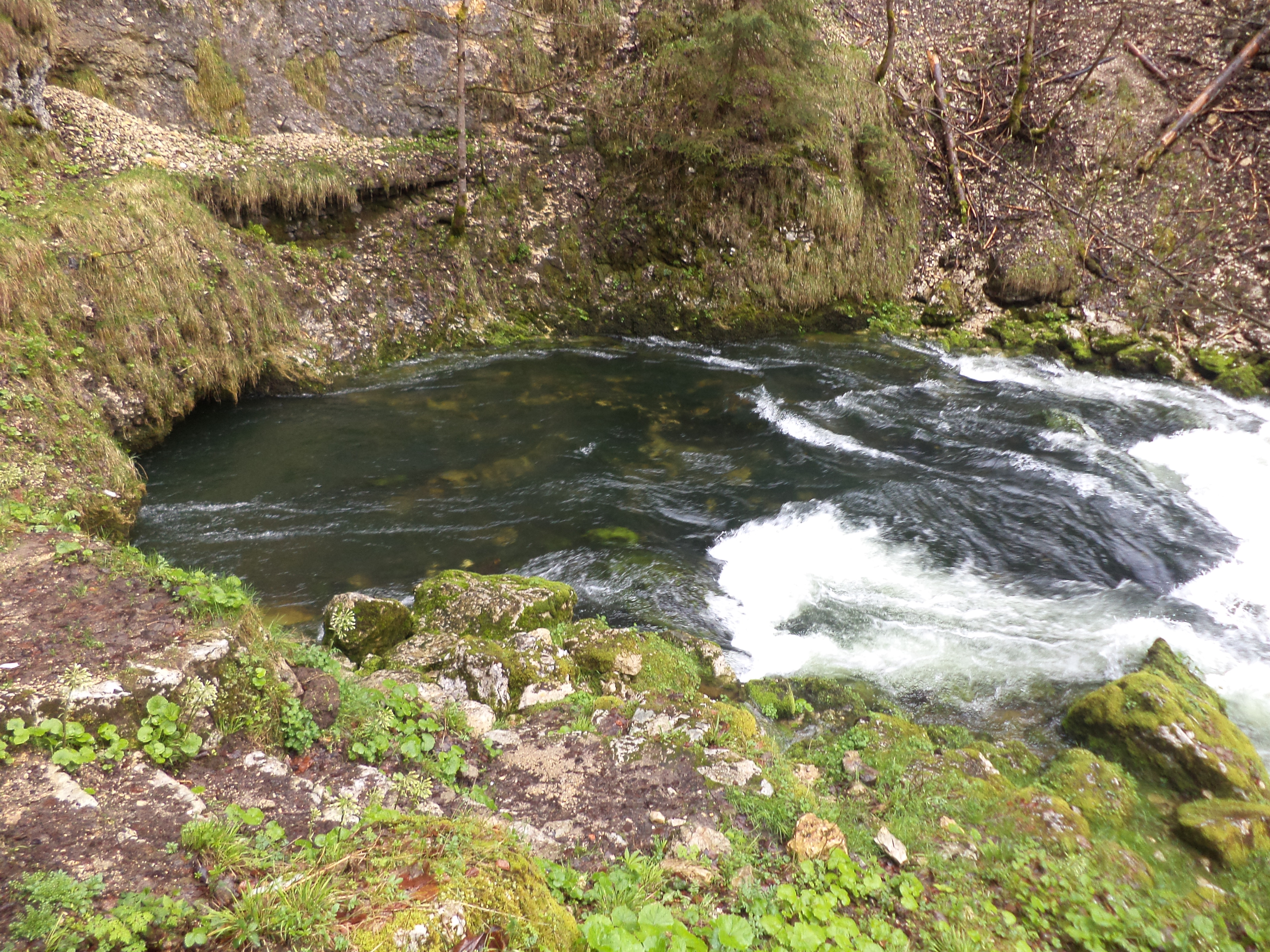
Die Karstquelle der Orbe

Die Source de l’Orbe (dt. Quelle der Orbe; ⊙) liegt auf 780 m Höhe am Westrand des Talkessels von Vallorbe. Die Schüttung der Karstquelle schwankt zwischen 2000 l/s bei niedrigem Wasserstand und 80.000 l/s bei Hochwasser. 1974 wurde die hinter dieser Quelle liegende Kalksteinhöhle Grottes de l’Orbe der Öffentlichkeit zugänglich gemacht, indem ein Tunnel gegraben wurde. Das Höhlensystem gehört zu den bedeutendsten Natursehenswürdigkeiten des Juras. Hier kann man die Sinterablagerungen und den unterirdischen Lauf der Orbe besichtigen. Die Orbe entspringt direkt aus einer Felswand.

#### Untere Orbe
Unterhalb von Vallorbe befindet sich eine Staustufe der Orbe. Hier mündet von links der einzige erwähnenswerte Nebenfluss, die Jougnena. Danach wendet sich die Orbe nach Osten und fliesst in einer tiefen Schlucht mit mehreren Wasserfällen (Gorges de l’Orbe; ⊙) zum Schweizer Mittelland. Es hat sich hier keine typische Juraklus gebildet, der Flusslauf folgt vielmehr einer geologischen Störungszone, welche die Längsketten quert und ihre Teile gegeneinander verschoben hat.
Nach den Gorges de l’Orbe umrundet der Fluss in einem Bogen den Hügel, auf dem die Altstadt von Orbe liegt, und tritt dann hinaus in die Aufschüttungsebene Plaine de l'Orbe am Jurafuss. Von hier an ist die Orbe kanalisiert.

#### Zusammenfluss
Vom Austritt der Orbe an der Grotte bei Vallorbe bis zum Zusammenfluss (435 m) mit dem Talent zur Zihl zwei Kilometer nordöstlich des Ortes Orbe beträgt der Fliessweg wiederum 22 km. Mit diesem Zusammenfluss beginnt die seit dem 17. Jahrhundert mit dem Bau des Canal d'Entreroches kanalisierte Thielle (dt. Zihl, französisch auch "Toile" GEWISS-Nr. 207) durch ein bis ins 19. Jahrhundert ausgedehntes, heute weitgehend trockengelegtes Sumpfgebiet. Diese durchfliesst ab Yverdon-les-Bains den heute um mehrere Meter abgesenkten Neuenburgersee und anschliessend den Zihlkanal. Dieser mündet in den Bielersee. Seit die Aare im Rahmen der Juragewässerkorrektionen durch den Bielersee geleitet wird, mündet die Zihl schon dort in diese, vorher jedoch erst weiter flussabwärts bei Meienried.

### Einzugsgebiet
Das 345,71 km² grosse Einzugsgebiet der Orbe liegt im Juragebirge und wird über die Zihl, die Aare und den Rhein zur Nordsee entwässert.
Es besteht zu 52,7 % aus bestockter Fläche, zu 29,4 % aus Landwirtschaftsfläche, zu 3,5 % aus Siedlungsfläche, zu 3,5 % aus Gewässerfläche und zu 1,0 % aus unproduktiven Flächen.
Die mittlere Höhe des Einzugsgebietes beträgt 1125 m ü. M., die minimale Höhe liegt bei 435 m ü. M. und die maximale Höhe bei 1678 m ü. M.

### Zuflüsse
Zu den Zuflüssen der Orbe gehören:
- Bief Noir (rechts), 4,4 km
- Le Pissevache (rechts), 0,5 km
- Le Biblanc (rechts), 1,7 km
- R. du Brassus (rechts), 1,3 km
- La Caborne (rechts), 1,1 km
- R. des Bioux (rechts), 0,7 km
- R. de Vignevin (links), 0,4 km
- Le Biday (rechts), 0,3 km
- R. du Lieu (links), 1,5 km
- La Lionne (rechts), 0,6 km
- R. à Gaillod (rechts), 0,5 km

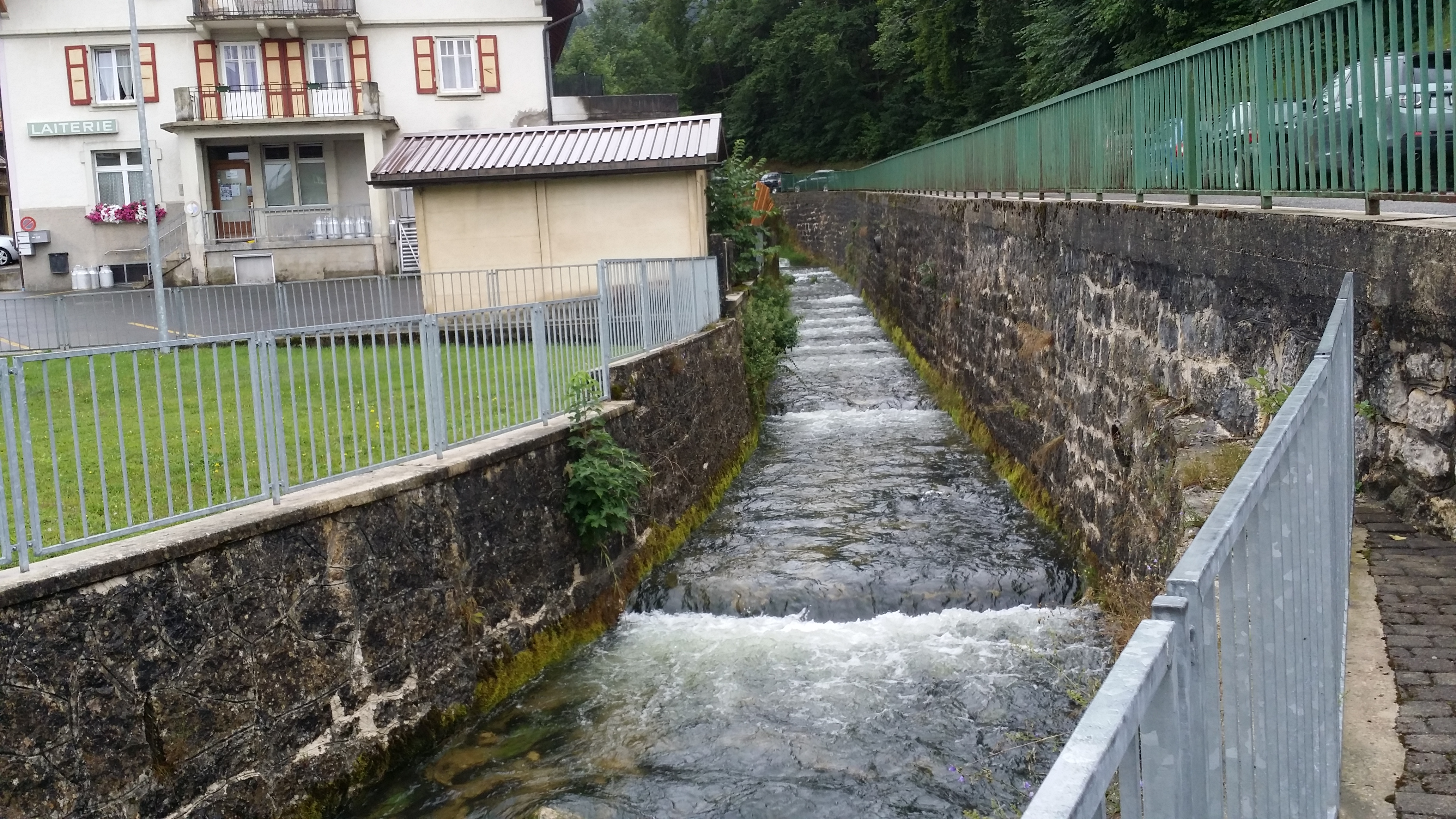
R. du Brassus

La Lionne

- R. des Charbonnières (links), 1,1 km
- R. des Epoisats (rechts), 4,2 km, 3,35 km²
- R. du Vivier (rechts), 0,6 km
- La Jougnena (links), 12,2 km, 35,67 km²
- R. de la Torche (rechts), 0,5 km
- R. des Chives (rechts), 0,5 km
- R. de Praz Matthey (rechts), 0,6 km
- R. des Grassis[9] (links), 0,8 km
- R. de Ballaigues (links), 0,7 km
- La Marjolaine (links), 2,3 km
- R. de Rochandray (rechts), 1,6 km
- R. d'Agiez (rechts), 0,8 km
- R. du Creux de Rave (rechts), 0,8 km

## Brücken

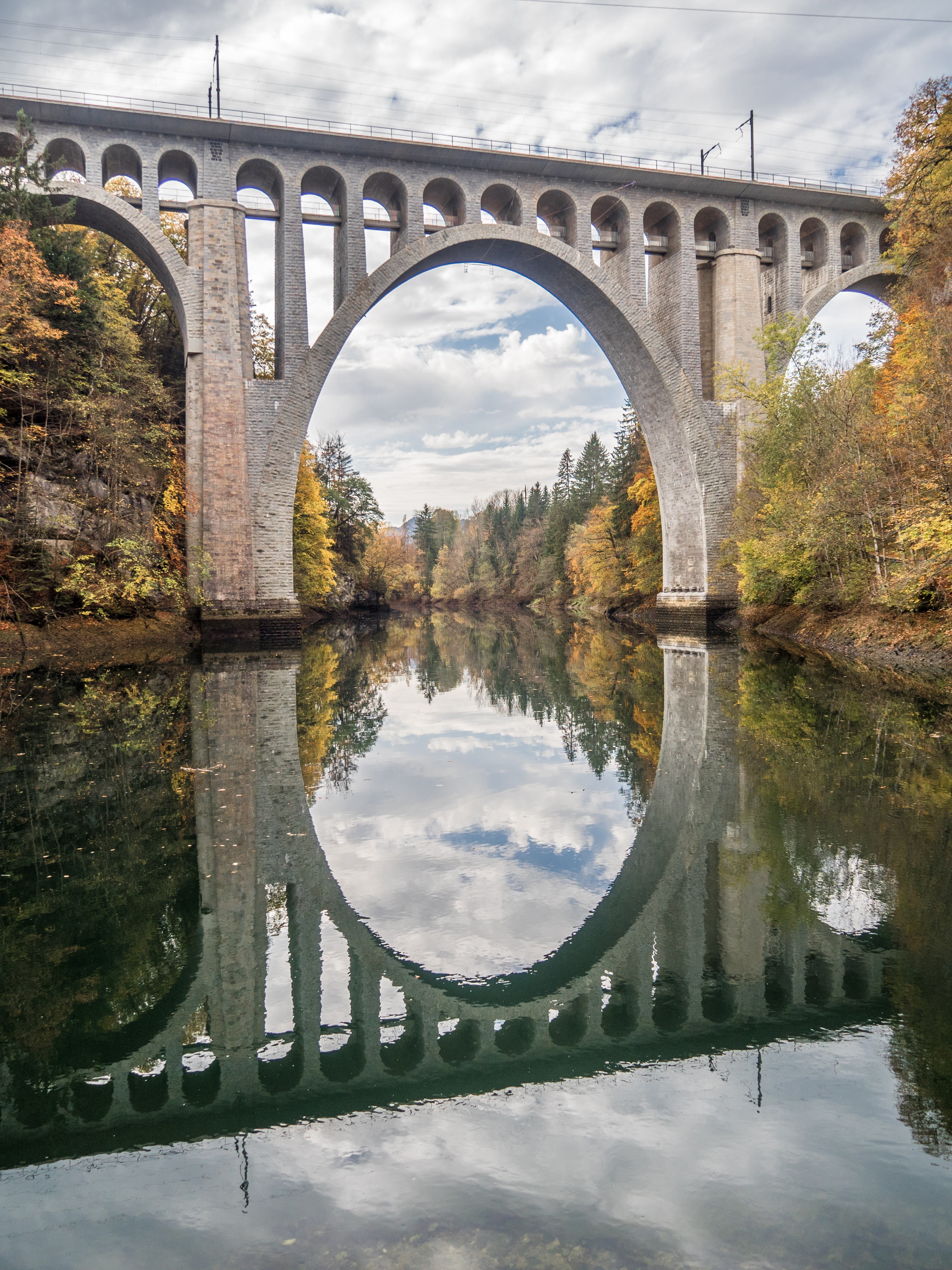
Viadukt von Le Day, Eisenbahnbrücke in Vallorbe

Auf ihrem Weg wird die Orbe von der Quelle bis zu ihrem Zusammenfluss mit dem Talent von rund 70 Brücken überquert, davon 30 Strassenbrücken, 30 Fussgängerbrücken, 4 Eisenbahnbrücken, 3 Feldwegbrücken und 2 Rohrträgerbrücken.